# Профитроли
Профитро́ли (фр. profiterole) — небольшие (менее 4 см в диаметре) кулинарные изделия французской кухни из заварного теста с различными начинками (как сладкими, так и несладкими): заварным кремом, салатом, грибами, мясом и другими.

## Происхождение
Слово «профитроли» (prophitrole, profitrolle, profiterolle), существующее в английском языке с 1604 года, заимствовано из французского языка. Его первоначальное значение неясно, но со временем оно стало означать своего рода рулет, «запечённый под пеплом». Французский рецепт Potage de profiterolles XVII века описывает суп из сушёных кусочков хлеба, приготовленный в миндальном бульоне и украшенный цветами целозии, трюфелями и т. д. Нынешнее значение слова чётко подтверждено только в XIX столетии.

## Употребление

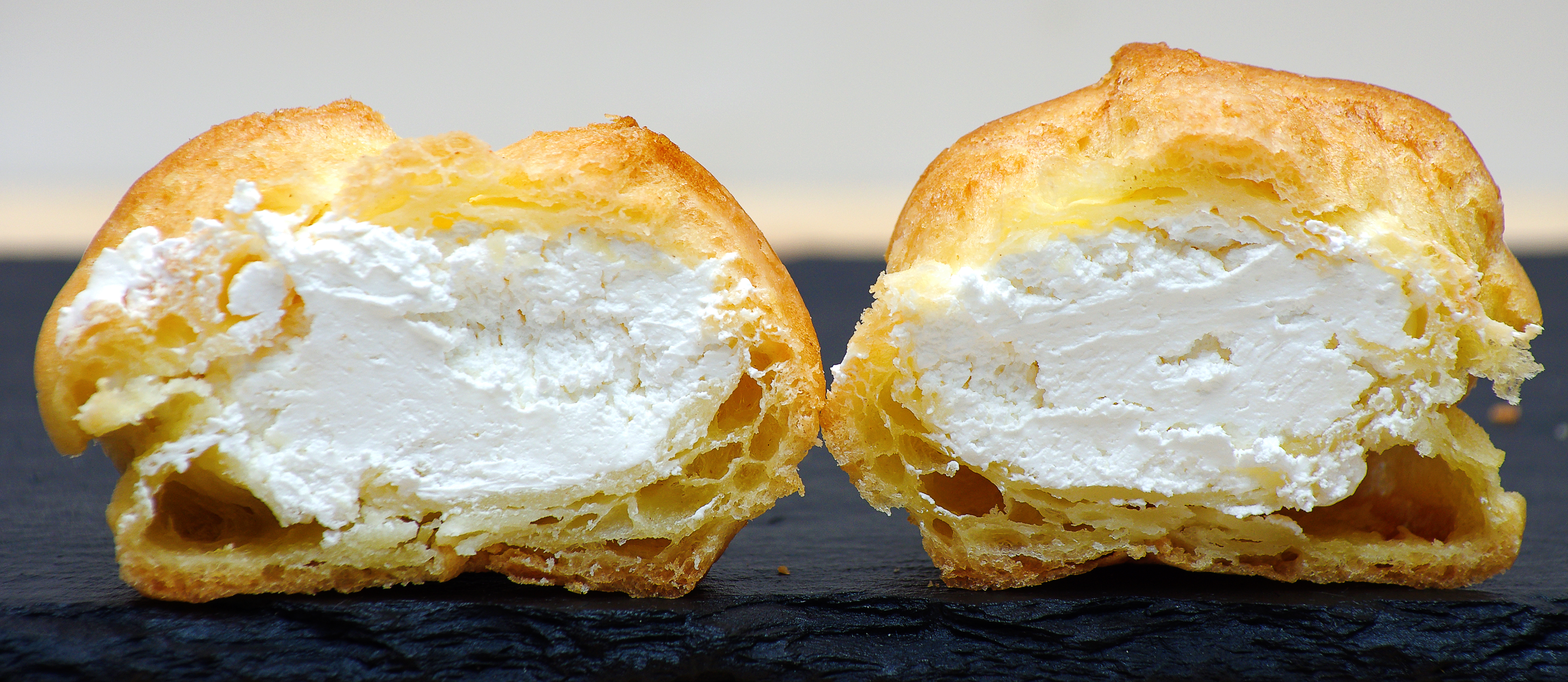
Профитроли со сливочным кремом

Сладкие профитроли можно подать как отдельный десерт, а можно и к молочному супу, профитроли с мясной или грибной начинкой — к бульону. Наиболее популярным является бульон с профитролем: в данном случае профитроли без какой-либо начинки кладутся в бульон непосредственно перед употреблением. Также из них делают другие кондитерские изделия, например, крокамбуш.